# Doublast
Doublast es el segundo extended play (EP) del grupo femenino surcoreano Kep1er. El EP fue lanzado el 20 de junio de 2022 por la empresa Wake One Entertainment, y contiene cinco pistas, entre las cuales se encuentra el sencillo principal titulado «Up!».

## Antecedentes y lanzamiento
Durante los meses previos de abril y mayo, Kep1er se encontraba compitiendo en el programa de telerrealidad Queendom 2. El programa llegaría a su final el 2 de junio de 2022, y la agrupación terminaría en el quinto puesto de la competición.
Un día después de la última emisión del programa, el 3 de junio, Wake One Entertainment anunció que Kep1er lanzaría su segundo EP titulado Doublast el 20 de junio. Cuatro días después, se publicó el calendario promocional. El 10 de junio, se lanzó la lista completa de canciones que incluiría el EP, anunciando a su vez que «Up!» sería el sencillo principal. Durante el resto de la semana, se lanzó todo tipo de material promocional y otros videos relacionados. Los teasers para el video musical del sencillo principal «Up!» fueron lanzados el 16 y 17 de junio respectivamente.
Finalmente, el EP sería publicado de forma oficial el 20 de junio de 2022, junto con el video musical de «Up!».

## Lista de canciones
| CD / Descarga digital |              |                     |                                                                                  |                                           |          |  |
| N.º                   | Título       | Letras              | Música                                                                           | Arreglo                                   | Duración |  |
| 1.                    | «Up!»        | Jinli (Full8loom)   | Glory Face (Full8loom), Jinli (Full8loom)                                        | Glory Face (Full8loom), Harry (Full8loom) | 3:12     |  |
| 2.                    | «Le Voya9e»  | Whyminsu            | Whyminsu                                                                         | Whyminsu                                  | 3:36     |  |
| 3.                    | «Attention»  | Wwwave (PaperMaker) | Tenzo, Samuel Ku, Chloe Latimer, Pippa Glenn, Josh McClelland, Qudo (PaperMaker) | Tenzo, Samuel Ku, Qudo (PaperMaker)       | 3:21     |  |
| 4.                    | «Good Night» | Jinli (Full8loom)   | Glory Face (Full8loom), Jinli (Full8loom)                                        | Glory Face (Full8loom), Yuka              | 3:08     |  |
| 5.                    | «Rewind»     | Lee Seu-ran         | Moof (153/Joombas), JJ Evans (153/Joombas), Ashley Alisha (153/Joombas)          | Moof (153/Joombas)                        | 3:49     |  |
| 17:06                 |              |                     |                                                                                  |                                           |          |  |

## Historial de lanzamiento
| Región        | Fecha               | Formato                           | Empresa                                      |
| ------------- | ------------------- | --------------------------------- | -------------------------------------------- |
| Corea del Sur | 20 de junio de 2022 | CD · descarga digital · streaming | Wake One Entertainment · Swing Entertainment |
| Varios        | 20 de junio de 2022 | Descarga digital · streaming      | Wake One Entertainment · Swing Entertainment |